# Лауска, Франц Серафин
Франц Серафин Лауска (нем. Franz Seraphinus Lauska; 13 января 1764, Брюнн — 18 апреля 1825, Берлин) — немецкий пианист, композитор и музыкальный педагог.

## Биография
Учился в Вене у Иоганна Георга Альбрехтсбергера, служил личным камер-музыкантом у итальянского герцога Сербеллони, затем придворным музыкантом в Мюнхене, в 1794—1798 гг. преподавал в Копенгагене. С 1798 г. жил и работал преимущественно в Берлине, гастролировал как солист в Риге, Санкт-Петербурге и др. Оставил 16 фортепианных сонат и ряд других камерных сочинений, стиль которых сравнивали с манерой Муцио Клементи.
Наибольшее значение имела деятельность Лауски как педагога. Помимо многочисленных прусских принцев и принцесс, к его учениками принадлежали, в частности, Карл Мария фон Вебер (в дальнейшем посвятивший Лауске фортепианную сонату № 2 Op. 39) и Джакомо Мейербер, а также Мориц Гауптман, Хелен Ризе, Фанни Мендельсон и другие.